# Glacier du Gauli
Le glacier du Gauli (Gauligletscher ou Gouwligletscher en allemand) est un glacier situé à l'est des alpes bernoises, dans le canton de Berne en Suisse. Il a une longueur d'environ six kilomètres pour une largeur d'un kilomètre. Le système formé par le glacier du Gauli, le glacier de Grienbärgli et les névés qui y sont rattachés couvre une superficie de près de 13,5 km2.

## Géographie
Le glacier du Gauli prend son départ sur le flanc est du Bärglistock (3 655 m) et du Rosenhorn (3 689 m), des sommets situés au nord du Finsteraarhorn. Le versant sud du Bärglistock donne naissance au glacier du Lauteraar qui rejoint ensuite le glacier de l'Unteraar. Le glacier du Gauli est relié au glacier supérieur de Grindelwald via le Rosenegg, un col sur l'axe ouest-est recouvert de glace à une altitude de 3 470 mètres. Dans sa partie nord, le glacier du Gauli touche le glacier de Rosenlaui sur la crête de glace formée par la Westliche Wätterlimi (3 250 m). Le glacier s'écoule ensuite vers l'est, bordé au nord par l’Hangendgletscherhorn (3 292 m), au sud par l’Ewigschneehoren (3 330 m), le Trifthoren (3 230 m) et  l’Hienderstock (3 307 m).
À une altitude d'environ 2 500 mètres, il se resserre et devient fortement crevassé. Un peu plus bas, le glacier de Grienbärgli en provenance du sud, rejoint celui du Gauli. La langue glaciaire de ce dernier aboutit à environ 2 150 mètres et forme plusieurs petits lacs qui ne sont apparus qu'au milieu du XXe siècle avec le recul. Un torrent, l’Ürbachwasser s'écoule depuis ces étendues d'eau glaciaire. Il est retenu par un barrage qui forme le Mattenalpsee (1 874 m) avant de continuer en direction d'Innertkirchen où il rejoint l'Aar.

## Évolution

Évolution du glacier en mètres. En vert, les différences de longueur cumulées. En rouge, les variations de longueur annuelles.